# Die schöne Müllerin
Die schöne Müllerin D 795 Op. 25 (La bella mugnaia) è un ciclo di venti lieder composti da Franz Schubert nel 1823 sui testi di Wilhelm Müller, poeta romantico minore, che aveva composto un omonimo ciclo di poesie. Di soli tre anni più vecchio di Schubert, morirà anch'egli in giovane età.
Il ciclo narra la storia di un giovane mugnaio che lascia la propria casa e, incamminandosi lungo la via indicata dal ruscello, arriva in un altro mulino. La bellezza del posto e l'amore che prova per una giovane e bella mugnaia lo trattiene in quel luogo. Il ragazzo mette in atto una serie di azioni spinto dai sentimenti che pervadono il suo animo e dal desiderio che questi vengano ricambiati dalla bella mugnaia. Quando finalmente questo avviene, spunta inaspettatamente un terzo incomodo, un cacciatore, che conquisterà facilmente il cuore della sua amata. La tristezza per il perduto amore non permetterà al giovane di sopravvivere e il desiderio di morte sarà cantato dallo stesso ruscello.
Il protagonista assoluto dei lieder è il giovane mugnaio; quanto narrato è visto attraverso le sue parole e i suoi sentimenti. Tuttavia l'elemento essenziale della poetica è l'acqua che scorre, parla, canta.
 
Le poesie sono piene di sfumature e molto delicate. Schubert ne ha colto completamente lo spirito. La parte musicale integra ed arricchisce la parte poetica.
Di seguito si riporta un breve escursus del ciclo. 
1. Il viaggiare (Das Wandern)
Il primo lied riprende il tema del viandante, caro al periodo romantico. Esprime il piacere di mettersi in cammino verso nuove mete. Il piano evoca l'instancabile e continuo movimento della ruota del mulino, a simboleggiare il peregrinare dell'uomo.
2. Dove? (Wohin?)
Mentre il pianoforte evoca il mormorio del ruscello il mugnaio lo interroga per sapere dove lo condurrà.
3. Arrivo (Halt!)
Il mugnaio nel suo peregrinare lungo il corso del ruscello scopre una bella casetta accanto ad un mulino e decide di fermarsi. Il canto esprime la felicità del giovane per il luogo che il ruscello gli ha fatto scoprire.
4. Ringraziamento al ruscello (Danksagung an den Bach)
Il mugnaio che cercava lavoro scorge nella casetta una bella mugnaia. Il suo cuore è felice e il suo innamoramento repentino. Il canto esprime questo stato d'animo.
5. Sera di festa (Am Feierabend)
Il giovane si chiede se le sue forze sono sufficienti per quel mulino e per conquistare il cuore della ragazza. Quest'ultima dopo essersi intrattenuta con i lavoranti dà a tutti la buona notte e si ritira.
6. Il curioso (Der Neugierige)
I fiori e le stelle sono interrogati dal ragazzo che vuole conoscere se la bella mugnaia lo ama. Poi si rivolge al ruscello con tutta la soavità di cui è capace, espresso dalla melodia "O Bächlein meine Liebe" (O ruscello, amore mio) "Sag, Bächlein, liebt sie mich?" (Dimmi, ruscello, lei mi ama?).
7. Impazienza (Ungeduld)
Un canto impetuoso e un accompagnamento velocissimo esprimono l'impazienza che il giovane mostra nel voler conquistare il cuore della mugnaia. Vuole il suo cuore e lo vuole per sempre.
Viene qui espresso l'ideale di ogni giovane nell'amore imperituro.
8. Saluto del mattino (Morgengruß)
Con le parole "Guten Morgen, schöne Müllerin" ha inizio questo lied pervaso da un'armonia che richiama la freschezza del mattino. La fanciulla viene invitata a farsi vedere e poi richiamata per essere solo apparsa fugacemente.
9. I fiori del mugnaio (Des Müllers Blumen)
Il giovane raccoglie, sulla sponda del ruscello, dei fiori azzurri come gli occhi della sua bella. Li depone poi sulla finestra affinché non si dimentichi di lui.
10. Pioggia di lacrime (Tränenregen)
Finalmente i due ragazzi sono soli sulla sponda del ruscello. Non si comprende se la scena rappresenti la realtà o sia la fantasia a far vedere quello che sente il cuore del giovane.
La scena muta. L'acqua del ruscello si increspa, le immagini dei due ragazzi si dissolvono. Il tempo cambia, la pioggia incombe, la ragazza rientra in casa e quella pioggia si trasforma in lacrime.
11. Mia! (Mein!)
Finalmente la mugnaia accetta le attenzioni del giovane che esulta esclamando "Mia". Il canto esprime la felicità e la contenuta eccitazione per l'avvenuto incontro. Il ragazzo chiede al ruscello di fermare le sue acque e di non mormorare più; analogamente vuole che anche gli uccelli smettano di cantare. Tutto deve fermarsi per fissare questo felice istante.
12. Pausa (Pause)
La felicità del ragazzo gli impedisce di fare qualunque cosa. Appende il liuto alla parete ornandolo con un nastro verde (il colore preferito dalla mugnaia). Solo il vento si posa sulle corde dello strumento ricavandone un flebile suono.
13. Il liuto con il nastro verde (Mit dem grünen Lautenbande)
Il nastro verde (il colore della speranza) del liuto sbiadisce.
14. Il cacciatore (Der Jäger)
Inaspettato arriva un cacciatore. Cosa vuole? Non c'è cacciagione per lui in questo luogo. Vada via. Il mugnaio è agitato, teme il rivale. Questa particolare situazione è resa prima con il pianoforte che evoca i suoni della caccia. Il canto è invece fortemente sillabato e nello stesso tempo molto veloce ad indicare lo stato d'animo del giovane timoroso di perdere la sua amata.
15. Gelosia e fierezza (Eifersucht und Stolz)
"Kehr um" ("Voltati", "Vattene"). Con questo grido il mugnaio vorrebbe allontanare il cacciatore che confida al ruscello le sue pene e la paura che il cacciatore gli porti via la sua amata. Però è anche orgoglioso e non vuole che questi suoi timori vengano rivelati alla mugnaia. Chiede così al ruscello di dirle solo che sta intagliando uno zufolo per suonare.
16. L'amato colore (Die liebe Farbe)
I timori del giovane si sono purtroppo avverati. La ragazza gli ha preferito il cacciatore. Viene ripreso il tema del colore verde di cui il giovane parla con grande mestizia. Continuerà ad essere il colore da lui amato perché anche lei lo amava. Anch'egli diventerà cacciatore perché a lei piace. La sua preda sarà tuttavia la morte e nella sua tomba sarà presente il verde. Il canto è pieno di malinconia ed il pianoforte lo sostiene in modo mirabile. Alla conclusione il canto si trasforma in pianto mentre il pianoforte insiste sulla stessa nota. Questo espediente, che ben esprime angoscia e tristezza, sarà ripreso da Fryderyk Chopin nel Preludio della goccia.
17. Il cattivo colore (Die böse Farbe)
Il colore che finora era amato viene ora duramente detestato. Nell'odio per il colore si cela la disperazione per l'amore perduto e per il voltafaccia dell'amata. Il canto è piuttosto duro ed è un grido di addio. Torna il ritmo della caccia e il disprezzo del mugnaio per il cacciatore.
18. Fiori appassiti ("Trockne Blumen)
Una stupenda melodia e un canto accorato. Il mugnaio chiede che i fiori ormai appassiti dotatigli dalla mugnaia vengano deposti sulla sua tomba. Quindi immagina che l'amata passi vicino alla sua tomba e pensi che lui le era rimasto fedele. Il canto finisce con un estremo momento di speranza dove le strofe dicono maggio sta arrivando, l'inverno se ne va. Il tema verrà elaborato dall'autore nelle Variazioni sul tema 'Trockne Blumen' per pianoforte e flauto D 802 (opera postuma 160).
19. Il mugnaio e il ruscello (Der Müller und der Bach)
In questo canto all'interprete vengono fatte cantare parole ora del ruscello ora del mugnaio. Il mugnaio sta morendo e chiede al ruscello di cantargli una ninna nanna. Il ruscello lo rassicura dicendo che in cielo i suoi desideri saranno esauditi a cui risponde con estrema dolcezza e riconoscenza il mugnaio.
20. Ninna nanna del ruscello (Das Baches Wiegenlied)
Una ninna nanna dolcissima chiude il ciclo. Il ruscello augura al mugnaio la buona notte che deve portare con sé la morte ma anche la fine delle pene del ragazzo.